# أدريانا ليون
أدريانا ليون (2 أكتوبر 1992 بميسيساغا في كندا - ) هي لاعبة كرة قدم كندية في مركز الهجوم. شاركت مع منتخب كندا تحت 20 سنة للسيدات لكرة القدم ومنتخب كندا لكرة القدم للسيدات. أما مع النوادي، فقد لعبت مع بوسطن بريكرز وشيكاغو رد ستارز ووسترن نيويورك فلاش وToronto Lady Lynx ‏.

## وصلات خارجية
- أدريانا ليون على موقع الاتحاد الدولي (مؤرشف)  (الإنجليزية)
- أدريانا ليون على موقع الاتحاد الأوربي (الإنجليزية)
- أدريانا ليون على موقع قاعدة بيانات كرة القدم.إي يو (الإنجليزية)
- أدريانا ليون على موقع Soccerway.com (الإنجليزية)
- أدريانا ليون على موقع عالم كرة القدم.نت (الإنجليزية)
- أدريانا ليون على موقع اللجنة الأولمبية الدولية (الإنجليزية)
- أدريانا ليون على موقع أوليمبيديا (الإنجليزية)
- أدريانا ليون على موقع اللجنة الأولمبية الكندية (الإنجليزية)